# Traité de Perth

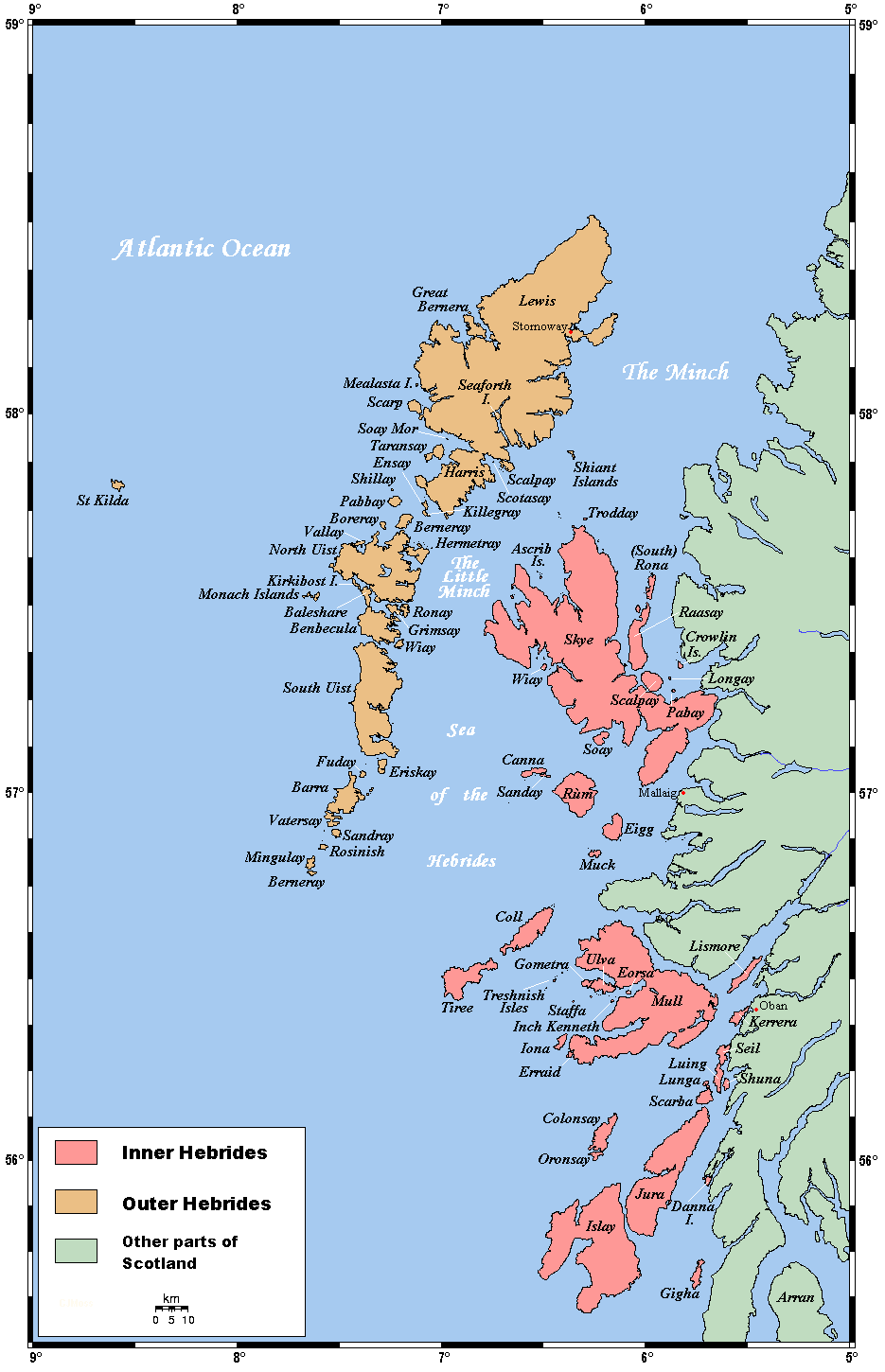
Carte des Hébrides.

Le traité de Perth, signé le 2 juillet 1266, met fin à la guerre écosso-norvégienne entre la Norvège de Magnus le législateur et l'Écosse d'Alexandre III portant sur la souveraineté sur les Hébrides, l'île de Man et Caithness.

## Historique
En norvégien, les Hébrides extérieures étaient nommées les Sudreys (signifiant îles du Sud) et étaient restées norvégiennes pendant les siècles que mirent l'Écosse et la Norvège pour se constituer en État-nations cohérents.
Le traité fut signé trois ans après la bataille navale de Largs qui eut lieu en 1263, et revêt une importance presque aussi grande que le traité de York de 1237, qui établit les frontières entre l'Écosse et l'Angleterre.
La bataille de Largs est souvent considérée comme une large victoire écossaise mais, en réalité, les armées norvégiennes commandées par Haakon IV n'ont été qu'en partie employées dans l'affrontement et le résultat demeure peu concluant. De plus, Haakon IV prévoyait de reprendre les hostilités l'été suivant, mais il mourut le 16 décembre dans les Orcades. Son successeur, Magnus le législateur, voulut la paix et signa donc le traité.
Par celui-ci, la Norvège reconnut la souveraineté de l'Écosse sur les territoires disputés en échange d'une somme de 4 000 marks et d'une annuité de 100 marks à perpétuité qui devait être remise dans la cathédrale de Kirkwall aux Orcades et qui fut effectivement payée pendant un certain nombre de décennies. De plus, l'Écosse confirma la souveraineté norvégienne sur les Shetland et les Orcades. En 1267, le jarl Magnus Gibbonsson des Orcades se vit confirmer son titre dans ce contexte par la Norvège.